# Чорна самосвідомість
Рух «Чорна Самосвідомість» — низовий антипартеїдний активістський рух, який виник у Південній Африці в середині 60-х років ХХ століття в умовах забороненої діяльності Африканського національного конгресу (АНК) та інших прогресивних організацій тодішньою владою ПАР після розправи в Шарпевілі в 1960 році. Рух охопив багатьох пригноблених режимом Апартеїду, щоб протистояти не лише юридичним, але й культурним та психологічним його реаліям, прагнучи «не чорної видимості, а реальної участі чорних» у суспільстві та політичній боротьбі.

## Основна ідея
Думка учасників та учасниць «Чорної Самосвідомості» полягала в тому, що навіть цілеспрямовані білі люди часто відновлювали патерналізм суспільства, в якому вони жили. Ця думка стверджує, що в глибоко расовому суспільстві темношкірим людям потрібно спочатку звільнитись та здобути для себе психологічну, фізичну та політичну владу, перш ніж «нерасові» організації справді можуть бути не расовими.
Рух «Чорної Самосвідомості» не лише закликав протистояти владі апартеїду, вимагати свободу слова та виборювати права для південноафриканців, але й відчувати «чорну гордість», пишатись власним походженням, замість того, щоб орієнтуватись на ліберальну демократію. Зокрема, один з лідерів руху, Стів Біко стверджував, що справжнє звільнення можливе лише тоді, коли чорні люди самі є агентами змін. На його думку, це відомство було функцією нової ідентичності та свідомості, яка позбавлена комплексу неповноцінності, що було характерним для чорного суспільства. Тільки тоді, коли білі та чорні товариства відкрито вирішували питання раси, з'явилася б надія на справжню інтеграцію та нерасизм. Фактично, успішність «Чорної Самосвідомості» у розумінні її учасників та учасниць залежала не лише від уяви та боротьби за структурні політичні зміни, як це робили старі рухи, як Африканський національний конгрес, але й від психологічної трансформації у свідомості самих його учасників. Чорношкірі люди повинні повірити у цінність своєї чорноти. Тобто, якби чорношкірі люди вірили в демократію, але не вірили у власну цінність, вони по-справжньому не були б прихильні до здобуття влади.
Рух включав не лише боротьбу за права темношкірих, але й інших «кольорових людей», що сприяло «єдності пригноблених Південної Африки».
Головним компонентом руху «Чорна Самосвідомість» були його програми Чорної громади, які включали організацію медичних клінік громади, надання допомоги підприємцям, проведення класів «свідомості» та уроків грамотності з освітою для дорослих.

## Історія

### Ранні роки
Наявний на той період часу опір проти апартеїду придушувався численними арештами, застосуванням сили, законодавчими обмеженнями в різних сферах, ефективною поліцейською мережею. Лідерів повстань увязнювали, Африканський національний конгрес (АНК) та новоутворений Панафриканський конгрес були заборонені. Хоча АНК та інші, які виступали проти апартеїду, спочатку були зосереджені на ненасильницьких кампаніях, жорстокість різанини в Шарпевілі 21 березня 1960 р. змусила багатьох чорношкірих людей прийняти ідею насильницького опору апартеїду. Тому в 1962 році АНК розпочала збройну кампанію, яка була неуспішною. Прихильність провідних опозиційних груп до революції надихнула багатьох, однак водночас успішне розбиття опозиції пригнічували та білого режиму розбитті пригнічував настрій багатьох. За цей самий час члени та членкині Національної спілки студентів південноафриканських студентів, яка, хоча і була багаторасовою, все ще «домінувала» серед білих студентів, почали свої протести. Основна критика студентів була направлена на лібералізм тих білих, з якими вони працювали в антиапартеїдних студентських групах, а також на офіційний нераціоналізм АНК. Серед «кольорових» студентів фігурувала думка, що прогрес до влади вимагає розвитку чорної влади, відмінної від нібито «нерасових груп».
Завдяки зусиллям учасників та учасниць руху було утворено спеціалізовані школи для проведення занять з лідерства. Велика увага також приділялась питанням децентралізації та автономії. Хоч Стів Біко неформально був головним очільником руху «Чорної Самосвідомості», однак жодна особа не обіймала посаду президента більше одного року. Ранні лідери руху, такі як Бенні Хоапа, Барні Пітяна, Мапетла Мохапі та Мамфела Рамфеле, приєдналися до Біко при створенні Програм Чорної громади у 1970 році як групи самодопомоги для чорних громад, що формувалисьз Ради Південноафриканських Рад Церков і Християнський інститут.
У рамках «Чорної Самосвідомості» влаштовувались масштабні акції протестів та страйків робітників, які охопили націю в 1972 та 1973 роках, особливо в Дурбані.

### Періодповстання в Совето
Рух «Чорної Самосвідомості» наполегливо підтримував протести проти політики режиму апартеїду, що призвело до повстання Совето в червні 1976 року. Протести розпочалися, коли було постановлено, що чорношкірих школярів змушують вивчати африкаанс, і багато класів середніх шкіл повинні викладатися цією мовою. Уявлення про те, що африкаанс повинна визначати національну ідентичність, прямо протистояло принципу Руху «Чорної Самосвідомості» щодо розвитку унікальної чорної ідентичності. Протест розпочався як ненасильницька демонстрація до того, як поліція жорстоко реагувала. Протест перетворився на бунт. 176 людей загинули, в основному вбиті силами безпеки.
Намагання уряду придушити зростаючий рух призвели до ув'язнення Стіва Біко, який став символом боротьби. Помер Біко під вартою поліції 12 вересня 1977 року. Стів Біко був ненасильницьким активістом, незважаючи на те, що рух, який він допомагав почати, врешті-решт чинив насильницький опір.

## Особливості
Відмінною рисою «відносин» і «способу життя» активістів та активісток Руху «Чорної Самосвідомості» була їх повсякденна поведінка. Одяг, манера спілкування з білими, музика та інші дії ілюстрували зображували впевненість і гордість бути «чорними». Молоді жінки, залучені в «Чорну Самосвідомість», особливо кинули виклик існуючим стереотипам, з новими стилями, викидаючи освітлюючі шкіру креми і перуки, і носили волосся в натуральному Афросі. Вони одягались в сміливий одяг, який виходив за тогочасні рамки, наприклад, вузькі штани. Деякі навіть курили сигарети на публіці. Хоча учні жіночої статі були залучені в Рух з самого початку, однак в «Чорній Самосвідомості» домінували представники чоловічої статі. Через це та низку інших причин жінки-активістки повинні були досягти успіху в чоловічих способах дебатів, щоб отримати вплив. Для декого це означає, що жінки грали більш консервативні ролі в русі; проте деякі жінки отримали лідерство в русі, особливо в громадських проектах, де вони кидали виклик традиційним гендерним ролям.

## Спадщина
Найтриваліший спадок Руху Чорної Самосвідомості — це інтелектуальний рух, спрямований на розповсюдження мови і стратегії Чорної Самосвідомості майже в кожному куточку чорної південноафриканської політики.  Непроста мета єдності в боротьбі все більше і більше реалізовувалася в кінці 1970-х і 1980-х років.
Спадщина руху «Чорна свідомість» виражена здійсненим опором культурі безстрашності. Наголос на індивідуальній психологічній гордості допоміг звичайним людям усвідомити, що вони не можуть чекати допомоги віддалених лідерів, які в більшості перебували на засланні чи були ув'язненими. Зброїні повстання, організовані свого часу АНК, надихнули пригнічених африканців на все активніше протистояння поліції та армії. Враховуючи те, що АНК не змогли перемогти масову армію білого уряду невеликими групами професійних партизанських бійців, вони змогли врешті здобути владу завдяки рішучості звичайних чорних народів зробити Південну Африку некерованою білим урядом.
Навіть після закінчення Апартеїду політика «Чорної Свідомості» продовжує діяти в проектах розвитку громади та " актах інакомислення ", які проводяться як для досягнення змін, так і для подальшого розвитку чіткої чорної ідентичності.